# Umlauf (Gemeinde Hardegg)
Umlauf ist eine unbewohnte Katastralgemeinde im Bezirk Hollabrunn in Niederösterreich. Ab 1848 war sie Teil der Gemeinde Niederfladnitz, seit 1. Jänner 1975 ist sie Teil der Gemeinde Hardegg.
Die Katastralgemeinde liegt südöstlich der Stadt Hardegg und umfasst den 378 m hohen Umlaufberg der Thaya.